# Malpighia arborescens
Malpighia arborescens är en tvåhjärtbladig växtart som beskrevs av F. K. Meyer. Malpighia arborescens ingår i släktet Malpighia och familjen Malpighiaceae. Inga underarter finns listade i Catalogue of Life.